# Rhinocypha ustulata
Rhinocypha ustulata är en trollsländeart som beskrevs av Brauer 1867. Rhinocypha ustulata ingår i släktet Rhinocypha och familjen Chlorocyphidae. Inga underarter finns listade i Catalogue of Life.